# Christian Peter Laurop

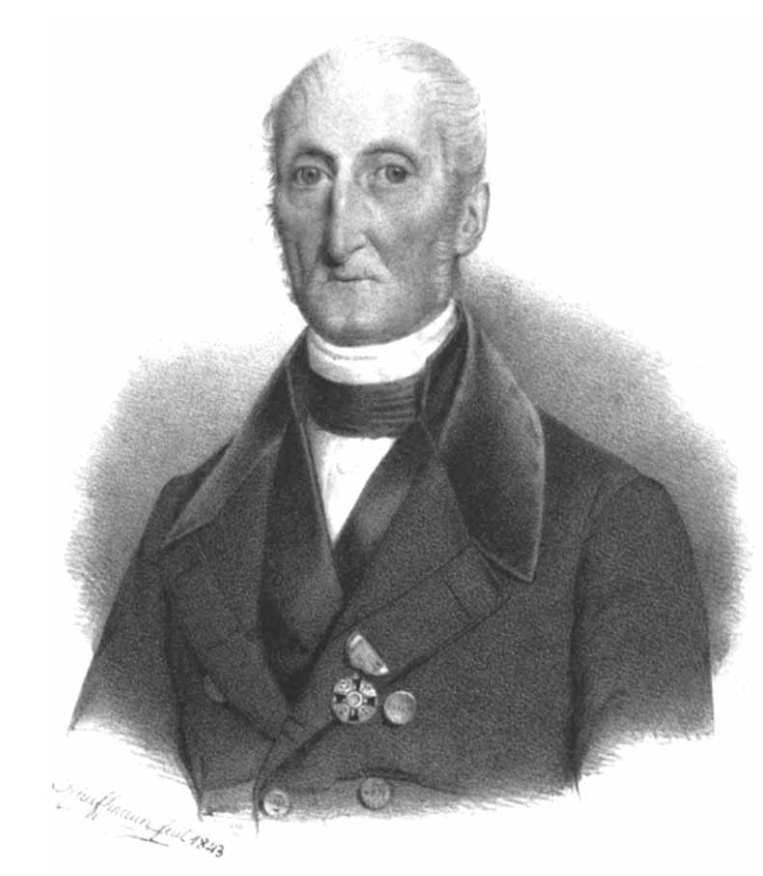
Christian Peter Laurop

Christian Peter Laurop (auch Christian Laurop; * 1. April 1772 in Schleswig; † 13. Mai 1858 in Karlsruhe) war ein deutscher Forstwissenschaftler.

## Leben
Laurop wurde als Sohn eines königlich dänischen Oberförsters geboren. Er durchlief die deutsche und die Lateinschule von Schleswig und erhielt zugleich Privatunterricht. Er wurde ebenfalls zur Ausbildung zum Förster vorgesehen, was auch vom Jägermeister von Warnstedt unterstützt wurde. Aufgrund der Kriegswirren war jedoch eine Ausbildung im Heimatland nicht möglich. Deshalb ging er 1788 beim kurhessischen Oberförster Müller in Steinau in der Grafschaft Hanau in die Lehre. In seiner zweijährigen Lehrzeit betrieb er anhand der damaligen forstwissenschaftlichen Literatur das Selbststudium. Auf seiner Rückreise 1790 konnte er für drei Monate in Ilsenburg am Harz ein Praktikum absolvieren, um die Beforstung nach den Regeln von Johann Georg von Langen und Hans Dietrich von Zanthier zu studieren. Nach seiner Rückkehr durfte er in die Forstlehranstalt Kiel und somit ins Militär eintreten. Dort betrieb er das Studium der Forstwissenschaft und zugleich auch der Militärwissenschaften. 1795 trat er wieder aus dem Militär aus und wurde im Jägermeisteramt von Warnstedt eingestellt. Bereits in dieser Zeit begann er sein Wirken als Fachschriftsteller. Im Juli 1798 erhielt er auf Vermittlung des Geheimen Staatsministers Graf von Reventlow ein königlich dänisches Stipendium, mit dem er für zwei Jahre eine ausgedehnte Forstreise durch die deutschen Lande unternehmen konnte. Er knüpfte in dieser Zeit viele Kontakte zu Forstwirten, darunter auch zu Johann Matthäus Bechstein, Heinrich Cotta, Julius Heinrich von Uslar, Wilhelm Heinrich Käpler sowie Friedrich Ludwig von Witzleben und blieb für drei Monate bei Georg Ludwig Hartig in Dillenburg, der dort auch eine Lehranstalt für Forstleute unterhielt. 1800 wurde er als Hilfsarbeiter im Forstbüro des königlichen Rentamts in Kopenhagen angestellt. Dort stand er in der Gunst des Rentkammerpräsidenten von Reventlow.
Laurop erhielt 1802 unerwartet zwei Rufe auf Lehrstellen, einen nach Kursachsen und einen ins Herzogtum Sachsen-Meiningen. Mit der Option, in den dänischen Dienst zurückzukehren, nahm er den Ruf als ordentlicher Lehrer der Forstwissenschaft an die neugegründete und von Bechstein geleitete herzogliche Forstakademie Dreißigacker an. Zugleich wurde er durch den Herzog Georg I. von Sachsen-Meiningen zum Assessor am herzoglichen Forstkollegium. Bereits 1803 wurde er, nachdem er einen weiteren Ruf ausgeschlagen hatte, neben der Lehrstelle zum herzoglichen Forstrat und Mitglied des Kammerkollegiums befördert.
Laurop folgte 1805 einem Ruf als fürstlich leinigischer Forstdepartementsrat nach Amorbach. Durch die Mediatisierung fiel das Fürstentum Leiningen an das Großherzogtum Baden. Daher kam er 1807 als Oberforstrat und Mitglied der badischen Centralstelle für Forst- und Bergwesen nach Karlsruhe. Dort gründete er eine private Forstlehranstalt, die von 1809 bis 1820 bestand. Als 1832 das Polytechnikum Karlsruhe eröffnete, begann er erneut forstwissenschaftliche Vorlesungen zu halten. Er war 1834 an der Neuorganisation des badischen Forstwesens beteiligt und wurde 1842 als Oberforstrat in den Ruhestand versetzt. Seine Lehrtätigkeit behielt er allerdings bei.
Laurop hatte darüber hinaus weitere Ämter im forstwissenschaftlichen Feld, so war er nach Bechsteins Tod zweiter Direktor der Societät für Forst- und Jagdkunde in Dreißigacker. Außerdem war er Herausgeber mehrerer Zeitschriften, so der Zeitschrift für die Forstwissenschaft in den Jahren 1802 und 1803, zusammen mit August von Hartmann die Annalen der Forst und Jagdwissenschaft/Annalen der Societät der Forst- und Jagdkunde zu Dreißigacker von 1811 bis 1821.
Laurop erhielt 1838 vom Großherzog Leopold von Baden das Ritterkreuz des Ordens vom Zähringer Löwen.
Der Forstmann Wilhelm Laurop war sein Sohn.

## Werke (Auswahl)
- Ueber Forstwirthschaft, besonders über Erhaltung, Abtrieb und Wiederanbau der Wälder, Crusius, Leipzig 1796.
- Ueber den Anbau der Birke und deren Vorzüge vor andern Holzarten, besonders in holzarmen Gegenden. Ein Beytrag zur Forstwirthschaft, Crusius, Leipzig 1796.
- Freimüthige Gedanken über den Holzmangel, vorzüglich über den Brennholzmangel in den Herzogthümern Schleswig und Holstein, und die Mittel, ihm abzuhelfen. Nebst einem Anhange von einem holzsersparenden Ofen, Hammerich, Altona 1798.
- Friedrich Ludwig von Witzleben: Abhandlung über einige noch nicht genug erkannte und beherzigte Ursachen des Holzmangels, Herausgegeben von Christian Peter Laurop, Herrmann, Frankfurt am Main 1800.
- Grundsätze der natürlichen und künstlichen Holzzucht, Hanisch, Meiningen 1804.
- Die Staats-Forstwirthschaftslehre, Heyer, Gießen 1818.
- Der Waldbau für angehende und ausübende Forstmänner und Cameralisten, Henning, Gotha 1822
- Die Forstdirektion für angehende und ausübende Forstmänner und Cameralisten, Henning, Gotha 1823.
- Handbuch der Forst- und Jagdliteratur, von den ältesten Zeiten bis Ende des Jahres 1828 systematisch geordnet, Henning, Erfurt und Gotha 1830.
- Handbuch der Forst- und Jagdliteratur, vom Jahre 1829 bis zum Jahre 1843, systematische geordnet und herausgegeben, Saurländer, Frankfurt am Main 1844.